# Ширли, Севаллис, 10-й граф Феррерс
Сьюаллис Эдвард Ширли, 10-й граф Феррерс (англ. Sewallis Edward Shirley, 10th Earl Ferrers; 24 января 1847 — 26 июля 1912) — британский пэр. Он носил титул учтивости — виконт Тамуорт с 1847 по 1859 год.

## Биография
Родился 24 января 1847 года. Старший сын Вашингтона Сьюаллиса Ширли, 9-го графа Феррерса (1822—1859), и леди Огасты Аннабеллы Чичестер (? — 1914), дочери Эдварда Чичестера, 4-го маркиза Донегола. Он получил образование в Тринити-колледже в Кембридже, где получил степень бакалавра в 1867 году и степень магистра в 1871 году.
13 марта 1859 года после смерти своего отца Сьюаллис Ширли унаследовал титулы 10-го графа Феррерса, 10-го виконта Тамуорта (графство Стаффордшир) и 16-го баронета Ширли из Стонтон-Гарольда.
Заместитель лейтенанта графства Дербишир , а с февраля 1869 года — заместитель лейтенанта Стаффордшира .
С февраля 1868 года — лейтенант Стаффордширской йоменской кавалерии , но в 1871 году подал в отставку.
Мировой судья графства Дербишир, кавалер Ордена Святого Иоанна .
24 октября 1885 года в церкви Святого Георгия на Ганновер-сквер лорд Феррерс женился на леди Ине Мод Хеджес-Уайт (1852 — 8 июня 1907), дочери Уильяма Хеджес-Уайта, 3-го графа Бэнтри (1801—1884), и Джейн Герберт. Брак был бездетным.

## Смерть
Лорд Феррерс умер в июле 1912 года в возрасте 65 лет. Ему наследовал его дальний родственник Уолтер Ширли (1864—1937).